# Festmusik
Festmusik is een suite gecomponeerd door Aleksandr Tsjerepnin in 1930. Het is een uittreksel van muziek, die hij geschreven heeft voor zijn tweede opera Der Hochzeit der Sobeide.

## Geschiedenis
Tsjerepnin vond zijn opera nog niet voltooid zonder toevoeging van een aantal instrumentale passages voor de tweede akte. Deze muziek bleek even later zelfstandig te kunnen bestaan als suite. Tsjerepnin bedacht dat de suite prima promotiemateriaal zou zijn voor zijn opera. Echter de geschiedenis pakte anders uit. Zijn opera ging eerder in première (januari 1933, Berlijn) dan de suite. De opera verdween daarop snel naar de achtergrond, maar de suite overleefde en werd sinds die tijd af en toe zelfstandig gespeeld.
De suite kent vier delen:
1. Ouverture in presto
2. Einzug (intocht) in maestoso
3. Tanz (dans) in allegro
4. Finale in allegro grazioso.

De muziek is gecomponeerd in zijn eigen negentoons toonladder, maar dat valt niet op. De delen geven vervolgens het trouwfeest (1), een boosaardige dwerg (2), dans door mannen (3) en een dans door iedereen (4) weer; de delen (2), (3) en (4) zijn een soort balletmuziek; deel (1) klinkt chaotisch.

## Orkestratie
- 2 dwarsfluiten, 2 hobo's; 2 klarinetten; 2 fagotten;
- 4 hoorns, 2 trompetten, 3 trombones, 1 tuba
- percussie en harp
- strijkers

## Bron en discografie
- Uitgave BIS Records: Norika Ogawa (piano); Singapore Symphony Orchestra o.l.v. Lan Shui.